# فونتین‌بلو (فلوریدا)
فونتین‌بلو (به انگلیسی: Fontainebleau) یک منطقهٔ مسکونی در ایالات متحده آمریکا است که در شهرستان میامی-دید، فلوریدا واقع شده‌است. فونتین‌بلو ۱۱٫۷ کیلومتر مربع مساحت و ۵۹٬۵۴۹ نفر جمعیت دارد و ۱ متر بالاتر از سطح دریا واقع شده‌است.